# Штеффи Дуна
Штеффи Дуна (англ. Steffi Duna, 8 февраля 1910 — 22 апреля 1992) — популярная в 1930-е гг. в США и Великобритании актриса и танцовщица венгерского происхождения.

## Биография
Штеффи, урождённая Штефани Бериндей (венг. Berindey Stephanie), родилась в Будапеште, столице Венгрии 8 февраля 1910 г. Она привлекла к себе внимание ещё в тринадцатилетнем возрасте, выступая танцовщицей в балетной трупе. Её театральный дебют состоялся в Детском театре в Будапеште, где она играла в сказке.
В 1932 г. Штеффи появилась в Голливуде, но при этом почти не могла говорить по-английски. Режиссёры посоветовали ей не общаться с её венгерскими друзьями и следуя их совету Штеффи за довольно короткий срок освоила разговорную английскую речь. Но несмотря на это в кино ей доставались роли иностранок, в основном очаровательных и роскошных европейских дам. Она снялась в таких фильмах, как «Танцующий пират» (1936), «Энтони Эдверс» (1936), «Мост Ватерлоо» (1940) и других.
Штеффи дважды была замужем. Её первым мужем был актёр Джон Кэрролл, отец её дочери Джулиены Лафайе, с которым она была в браке с 1935 по 1938 гг. Второй раз она вышла замуж за актёра Дэнниса О’Кифа, вместе с которым она была до его смерти в 1968 г.
В 1940 г. она оставила съёмки в кино. Штеффи умерла 22 апреля 1992 г. в Беверли-Хиллз в возрасте 82 лет.

## Избранная фильмография
- Великий Макгинти (1940) — Танцовщица
- Мост Ватерлоо (1940) — Лидия
- Энтони Эдверс (1936) — Нелета
- Танцующий пират (1936) — Серафина Перена
- Кукарача (1934) — Чатита